# Stadtbibliothek Ludwigshafen
Die Stadtbibliothek Ludwigshafen ist eine öffentliche Bibliothek der Stadt Ludwigshafen am Rhein. Sie gehört dem Zusammenschluss Öffentlicher Bibliotheken der Metropolregion Rhein-Neckar „Metropol-Card-Bibliotheken Rhein Neckar e.V.“ an.

## Geschichte
Die Bibliothek geht auf einen Beschluss des Ludwigshafener Lehrerkollegiums zum Aufbau einer Bücherei im Jahr 1875 zurück. Im selben Jahr entstand die Einrichtung mit 512 Büchern und 238 Lesern im Schulhaus in der Bismarckstraße. Ihr erster Leiter war Hauptlehrer Jakob Esselborn, gefolgt von Hans Lebender 1911 bis 1920. Während dieser Zeit zog die Bibliothek erst in die damalige Maxschule, später in Räumlichkeiten in der Gräfenauschule. 1963 bezog sie ein eigenes neu erbautes Gebäude in der Bismarckstraße. Die Festrede zur Eröffnung hielt der gebürtige Ludwigshafener Ernst Bloch.
In den Jahren 2012 bis 2017 fand eine Komplettsanierung statt. Zwischen April 2023 und April 2025 fanden Umbau- und Sanierungsmaßnahmen am Standort der Kinderbibliothek im Bürgermeister-Reichert-Haus statt. Dabei wurden unter anderem die Fassade saniert, die Kinderbibliothek erweitert und umgestaltet sowie der Innenhof umgestaltet und begrünt. Bis zum Jahr 2025 wuchs der Bestand der Bibliothek auf mehr als 300.000 Medien an, die von 14.000 aktiven Nutzerinnen und Nutzer genutzt werden.

## Struktur und Bibliothekssystem
Zur Stadtbibliothek Ludwigshafen gehören die Zentralbibliothek in der Bismarckstraße, acht Stadtteil-Bibliotheken (Edigheim, Friesenheim, Gartenstadt, Mundenheim, Oggersheim, Oppau, Rheingönheim und Ruchheim) sowie die Schulbibliotheken des Carl-Bosch- und des Theodor-Heuss-Gymnasiums.
In der  Zentralbibliothek befinden sich die Erwachsenen-Bibliothek, der Kreativbereich Ideenw3rk, der Jugendbereich Fre1raum und die Kinderbibliothek (im Bürgermeister-Ludwig-Reichert-Haus, derzeit (April 2025) im Übergangsquartier in der Bismarckstr. 29).
Die Bibliothek ist Gründungsmitglied bei der Metropol-Card, die die gemeinsame Ausleihe in rund 50 Städten (April 2025) und Gemeinden in der Metropolregion Rhein-Neckar ermöglicht, unter anderem in Mannheim und Heidelberg.
Im Hintergebäude befindet sich der Sitz des Kunstvereins Ludwigshafen.